# Alfred Michel
Alfred Michel, né à Saint-Hippolyte-de-Montaigu, dans le Gard le 7 mars 1848 et mort à Carpentras, dans le Vaucluse le 1er octobre 1891, est un homme politique français.

## Biographie
Alfred Michel commence sa carrière politique comme conseiller municipal à Carpentras, en 1873. Il devient adjoint au maire en 1881, avant d'être élu maire en 1886. Entretemps, il se présente aux élections législatives, en 1885, où il est élu avec 62 052 voix sur 77 730 inscrits. Il est réélu en 1889. Durant ses mandats de député, il devient membre de la commission des sucres et de la commission de révision de la loi électorale.

## Sources
- « Alfred Michel », dans Adolphe Robert et Gaston Cougny, Dictionnaire des parlementaires français, Edgar Bourloton, 1889-1891 [détail de l’édition]

## À voir aussi